# Bert Poensgen
Bert Poensgen (* 31. Juli 1947 in Düsseldorf; † 27. Mai 2017 in Balderschwang) war ein deutscher Motorrad-Sportmanager.

## Leben und Wirken
Bert Poensgen stammte aus der bekannten Düsseldorfer Industriellenfamilie Poensgen ab, die ihren Ursprung im Raum Schleiden in der Eifel hat. Er war das älteste von sieben Kindern des Motorsport-Journalisten Robert Poensgen (1920–1996) und der Maria Anne (Marianne) Boden (1926–1998). Nach seiner Schulzeit absolvierte er eine kaufmännische Lehre und eine Ausbildung zum Kfz-Mechaniker. Bedingt durch die Folgen eines schweren Motorradunfalls ließ er sich anschließend zum Industriekaufmann umschulen und begann 1979 seine berufliche Karriere als Außendienstmitarbeiter bei Suzuki in München. Wenige Jahre später wurde er zum Vertriebsleiter Motorrad ernannt und erhielt zudem die Verantwortung für den Bereich Marketing.
Als Marketing- und Vertriebsdirektor verantwortete Poensgen im Jahr 1984 den Umzug der Motorradabteilung von Suzuki nach Heppenheim sowie die anschließenden wirtschaftlichen Erfolge der Marke Suzuki, die zu stetigen Umsatzsteigerungen führten und von 1992 bis 1996 in der Marktführerschaft gipfelten.
Sein Hauptinteresse galt jedoch dem Motorradsport mit allen seinen Facetten. So trainierte und betreute er über viele Jahre hinweg seine Tochter Katja Poensgen, die als einzige Frau in der 250-cm³-Klasse Punkte bei einer Motorrad-Weltmeisterschaft erzielte. Außerdem entdeckte und förderte er viele Talente wie beispielsweise Max Neukirchner und Ken Roczen und legte damit die Grundlagen für deren zahlreiche Erfolge. 
Darüber hinaus wurde Bert Poensgen 2003 zum Präsidenten des Industrieverbandes Motorrad (IVM) gewählt. Ab 2008 übernahm er schließlich die Geschäftsführung der Betreibergesellschaft EuroSpeedway Verwaltungs GmbH, die ab dem 1. Januar 2009 das Management auf dem Lausitzring übernahm. Unter seiner Verantwortung konnten Veranstaltungen wie beispielsweise das Red Bull Air Race, der Shell Eco-Marathon oder die Motocross-Weltmeisterschaft in die Lausitz geholt werden. Im Jahr 2013 gab er die Geschäftsführung auf, blieb aber der Gesellschaft als Berater erhalten.
Wenige Monate zuvor hatte er zusammen mit Josef Meier und Josef Hofmann die MotorEvents GmbH gegründet, die ab 2013 den Deutschen Motor Sport Bund (DMSB) als Promotor der internationalen Deutschen Motorrad-Straßenmeisterschaft ablöste. Mit der MotorEvents GmbH gewann er zudem die Verantwortlichen für die Ausrichtung der Superbike-Weltmeisterschaft 2016 auf dem Lausitzring.
Ende 2016 beendete er nach Querelen mit dem DMSB und dem ADAC die Arbeit mit der MotorEvents GmbH und plante sich allmählich zur Ruhe zu setzen. Bereits seit seinem altersbedingten Austritt bei Suzuki hatte Poensgen als Ausgleich vom Berufsalltag die Bodenseehütte mit angeschlossener Pension bei Balderschwang gepachtet.
Am 27. Mai 2017 erlag er einem Herzinfarkt und hinterließ seine Ehefrau und drei Kinder.